# 눈의 성모 마리아 교회 (프라하)

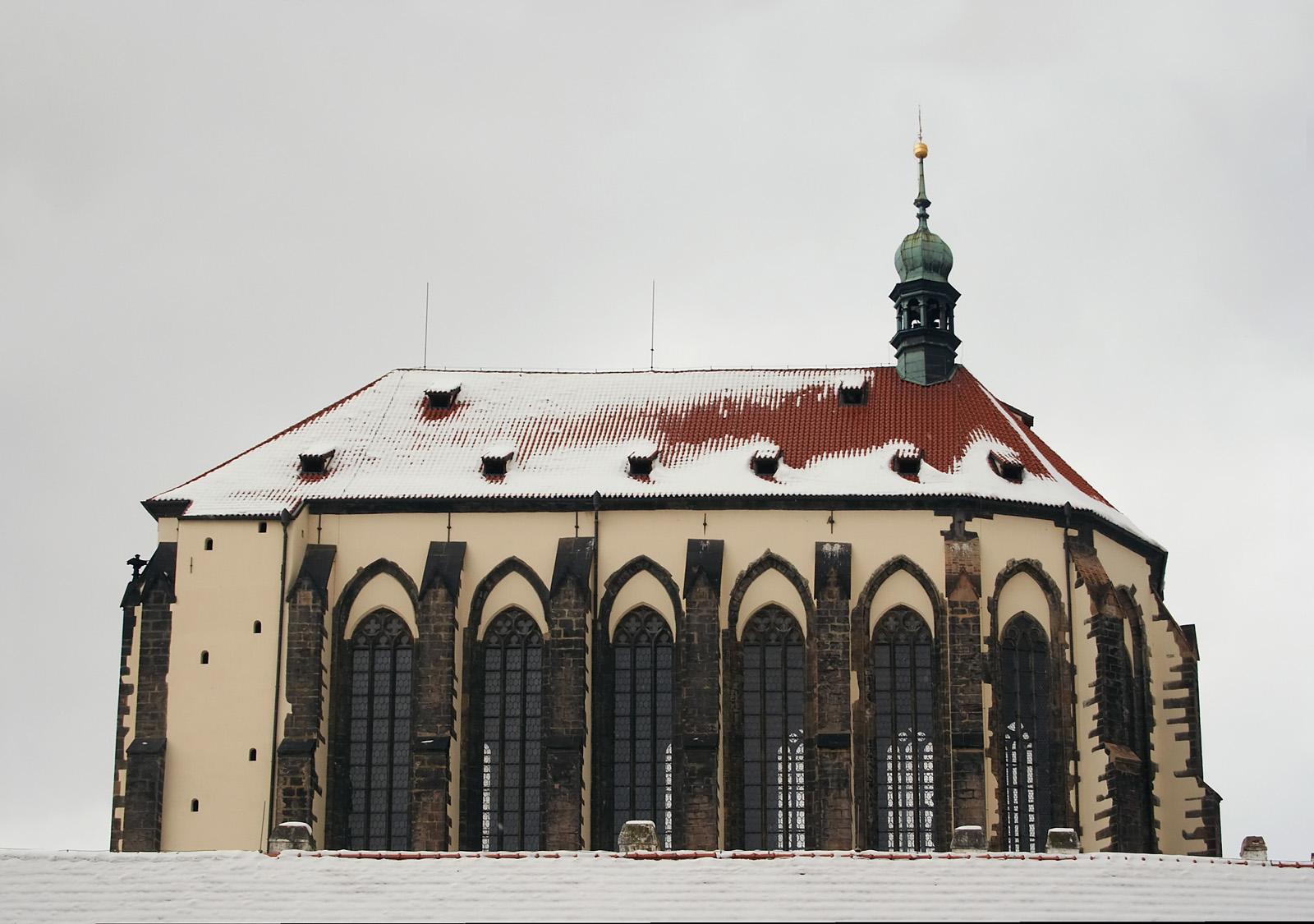
눈의 성모 마리아 교회

눈의 성모 마리아 교회(체코어: Kostel Panny Marie Sněžné)는 체코 프라하에 있는 로마 가톨릭 교회당이다. 1347년 설립되었다. 작은형제회에서 운영하며, 1611년 프라하 순교자들이 살해된 곳이기도 하다.